# 越後寒川站
越後寒川站（日语：／ Echigo-Kangawa eki */?）是位於新潟縣村上市寒川，東日本旅客鐵道（JR東日本）的羽越本線車站。

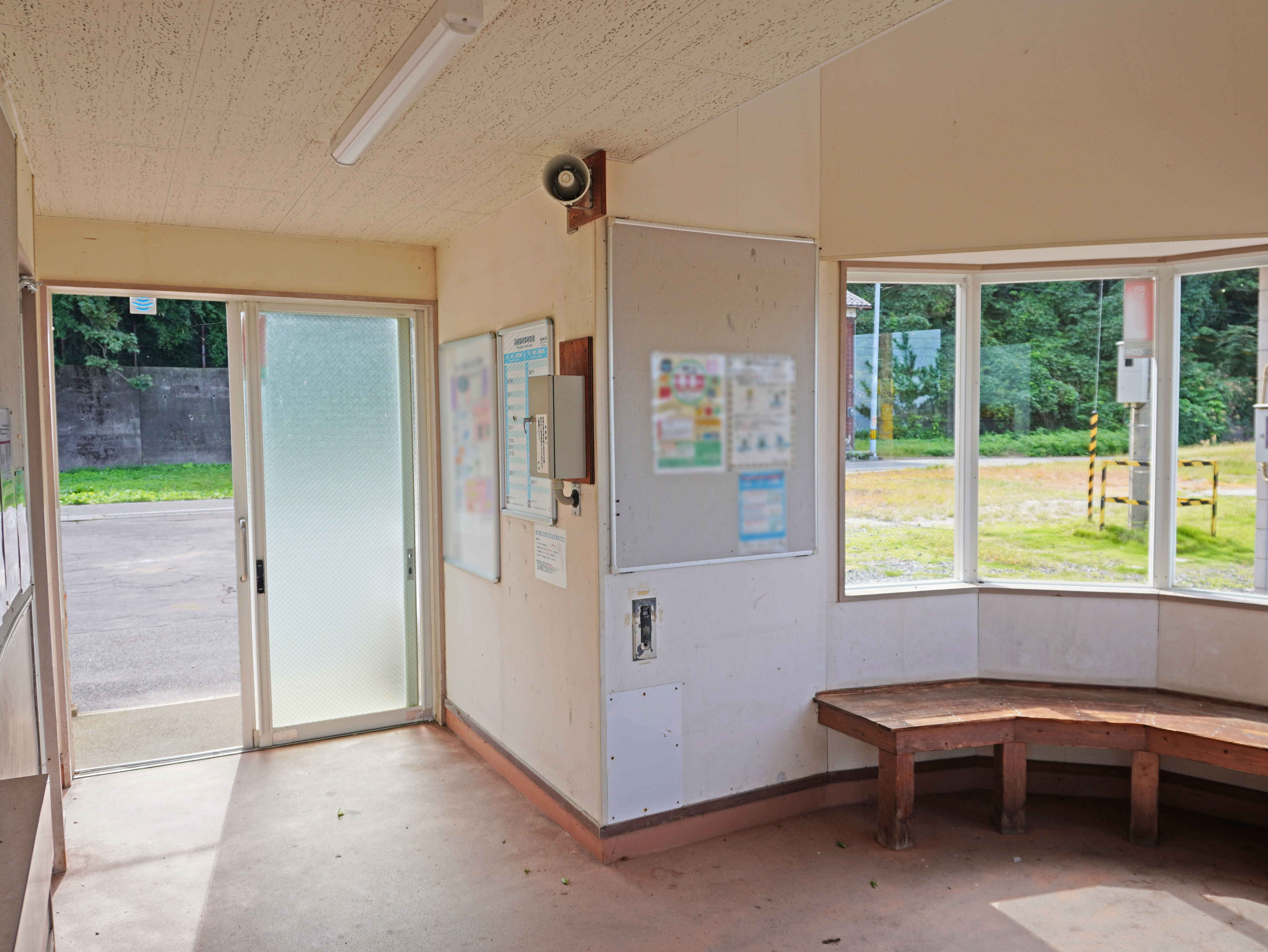
候車室内（2022年9月）

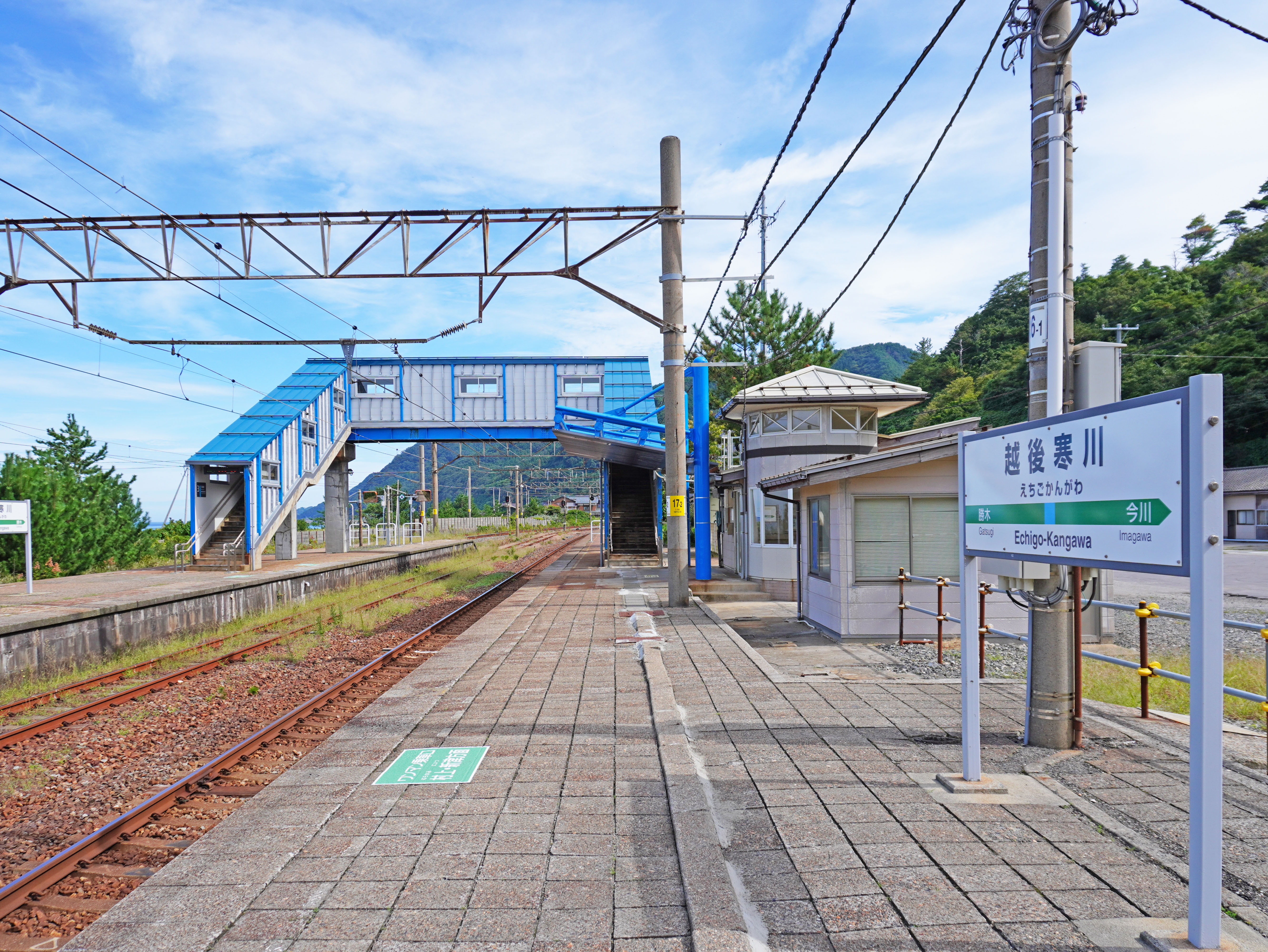
1號月台（2022年9月）

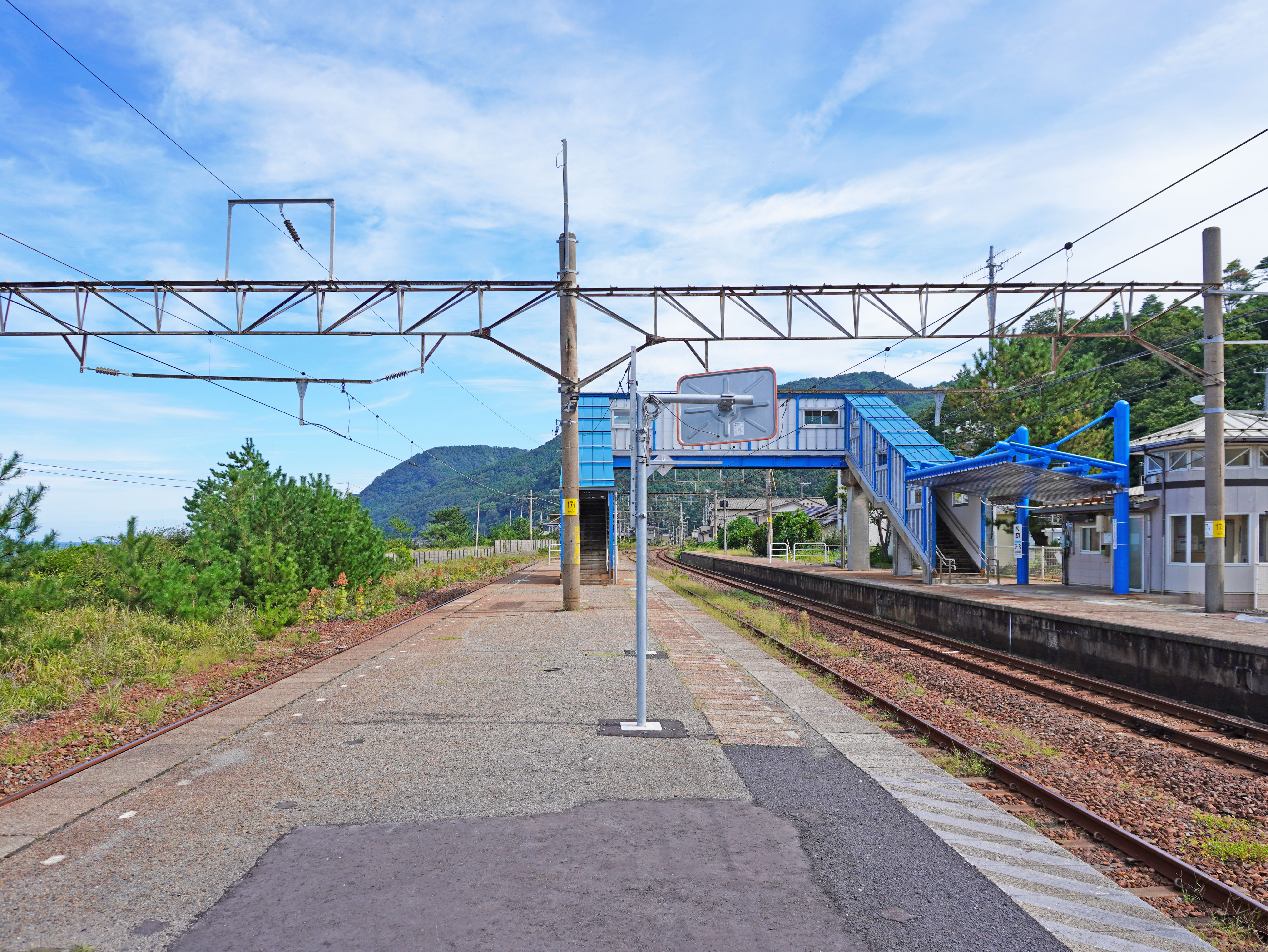
2號與3號月台（2022年9月）

## 歷史

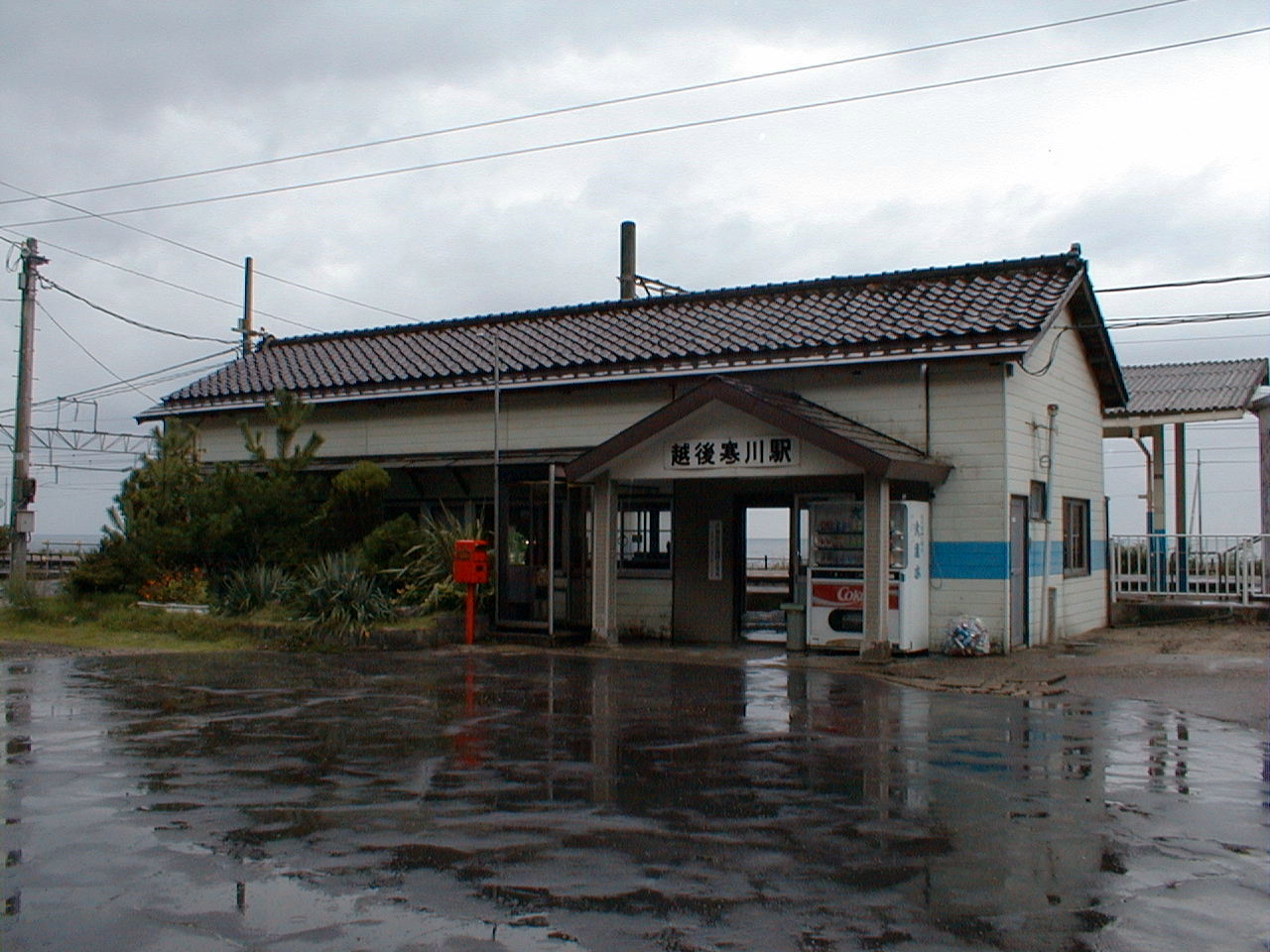
舊站房(1998年8月)

- 1924年（大正13年）7月31日：羽越線村上至鼠關之間開業，此站啟用。
- 1925年（大正14年）11月20日：隨著支線與赤谷線啟用，羽越線改名為羽越本線。
- 1969年（昭和44年）10月1日：終止行李運送業務。
- 1972年（昭和47年）9月1日：終止貨物起卸業務，成為旅客車站。
- 1981年（昭和56年）4月1日：成為業務委託車站。
- 1985年（昭和60年）3月14日：終止行李起卸業務。成為業務委託車站。
- 1987年（昭和62年）4月1日：伴隨國鐵分割民營化，車站由東日本旅客鐵道（JR東日本）營運。
- 1998年（平成10年）10月：車站大樓重建。
- 2006年（平成18年）4月1日：成為無人車站。
- 2012年（平成24年）5月1日：設置名譽站長[1]。

## 車站構造
本站是地面車站，設有1面1線的單式月台和1面2線的島式月台，共設有2面3線的月台。月台之間設有跨線橋連接。此站是由村上站管理的無人車站。此站設有簡易自動售票機。

### 月台
| 月台 | 路線      | 上下行     | 方向           |
| ---- | --------- | ---------- | -------------- |
| 1    | ■羽越本線 | 上行       | 村上、新津方向 |
| 2    | ■羽越本線 | （待避線） | （待避線）     |
| 3    | ■羽越本線 | 下行       | 鶴岡、酒田方向 |

參考

## 使用狀況
以下列出1日平均乘車人次：
| 乘車人次變化       | 乘車人次變化     | 乘車人次變化    |
| 年度               | 1日平均 乘車人次 | 參考資料        |
| ------------------ | ---------------- | --------------- |
| 1965年（昭和40年） | 535              | [ 利用客数 1 ]  |
| 1970年（昭和45年） | 480              | [ 利用客数 2 ]  |
| 1975年（昭和50年） | 387              | [ 利用客数 3 ]  |
| 2000年（平成12年） | 39               | [ 利用客数 4 ]  |
| 2001年（平成13年） | 31               | [ 利用客数 5 ]  |
| 2002年（平成14年） | 30               | [ 利用客数 6 ]  |
| 2003年（平成15年） | 35               | [ 利用客数 7 ]  |
| 2004年（平成16年） | 36               | [ 利用客数 8 ]  |
| 2005年（平成17年） | 27               | [ 利用客数 9 ]  |
| 2006年（平成18年） | 27               | [ 利用客数 10 ] |

## 車站周邊
- 國道345號（日语：国道345号）
- 脇川郵局
- 狐崎
- 寒川海灘

## 巴士路線

村上市內的巴士路線圖。時間表參見新潟交通觀光巴士官網 村上區、勝木區 。

在車站以北1公里設有巴士拆返處「寒川」巴士站。於平日設有新潟交通觀光巴士路線停站。

## 相鄰車站
東日本旅客鐵道
■羽越本線
今川－越後寒川－勝木

## 注腳

### 使用狀況
1. ↑  鐵道統計年報昭和40年版p102　新潟鐵道管理局
2. ↑  鐵道統計年報昭和45年版p90-91　新潟鐵道管理局
3. ↑  鐵道統計年報昭和50年版p64-65　新潟鐵道管理局
4. ↑  . 東日本旅客鉄道.   [2019-02-25]. （原始内容存档于2018-02-13） （日语）.
5. ↑  . 東日本旅客鉄道.   [2019-02-25]. （原始内容存档于2019-04-02） （日语）.
6. ↑  . 東日本旅客鉄道.   [2019-02-25]. （原始内容存档于2019-04-02） （日语）.
7. ↑  . 東日本旅客鉄道.   [2019-02-25]. （原始内容存档于2019-04-02） （日语）.
8. ↑  . 東日本旅客鉄道.   [2019-02-25]. （原始内容存档于2019-04-02） （日语）.
9. ↑  . 東日本旅客鉄道.   [2019-02-25]. （原始内容存档于2017-08-08） （日语）.
10. ↑  . 東日本旅客鉄道.   [2019-02-25]. （原始内容存档于2019-03-27） （日语）.

## 外部連結
- 車站資訊（越後寒川）：東日本旅客鐵道（日語）